# De Nederlandsche Bank
De Nederlandsche Bank (DNB) är Nederländernas centralbank. Den grundades den 25 mars 1814 och har sitt säte i Amsterdam. Sedan den 1 januari 1999 utgör centralbanken en del av Eurosystemet. Centralbankschef är Klaas Knot.